# Boita-da-guiné
A Boita-da-guiné ou fuinha-de-cabeça-ruiva (Cisticola ruficeps) é uma ave passeriforme da família Cisticolidae, encontrada em vários países da África, encontrada na África, de Gâmbia ao Norte da Nigéria.
Pode ser encontrada nos seguintes países: Benim, Burkina Faso, Camarões, República Centro-Africana, Chade, Costa do Marfim, Eritreia, Etiópia, Gâmbia, Gana, Guiné-Bissau, Mali, Níger, Nigéria, Quénia, Senegal, Serra Leoa, Sudão, Togo e Uganda.
Os seus habitats naturais são: savanas áridas e pântanos.